# Nilo Bianco (Sudan)
La wilaya del Nilo Bianco (in arabo: النيل الأبيض; translitterato: an-Nīl al-Abyad̨) è uno dei wilayat o stati del Sudan.
Ha una superficie di 30.411 km² e una popolazione di 1.730.588 abitanti (2008).
Dal 1994 Rabak (ربك) è la sua capitale, ma la città più popolosa è Kosti.

## Altre città
- Kosti كوستي
- Ed Dueim الدويم
- al-Jazīrah Abā الجزيرة ابا
- Tandalti تندلتي
- Asalaya
- Kinānah كنانة
- El Geteina
- Šabšah شبشة
- Marabba
- Bufi
- Gulli
- al-Kawah الكوة
- Wad-az-Zakī
- Umm Jarr أم جر